# Coincourt
Coincourt település Franciaországban, Meurthe-et-Moselle megyében. Lakosainak száma 121 fő (2022. január 1.). Coincourt Bezange-la-Petite, Moncourt, Mouacourt, Parroy, Réchicourt-la-Petite és Xures községekkel határos.

## Népesség
A település népességének változása:
| Lakosok száma | 177  | 118  | 139  | 151  | 139  | 138  | 122  | 119  | 114  | 121  |
|               | 1968 | 1990 | 2006 | 2011 | 2015 | 2016 | 2018 | 2019 | 2021 | 2022 |